# Jeremias Gotthelf
Jeremias Gotthelf es el pseudónimo de Albert Bitzius (Murten, Friburgo, 4 de octubre de 1797 - Lützelflüh, Berna, 22 de octubre de 1854), un escritor suizo perteneciente al movimiento literario en lengua alemana Biedermeier.

## Biografía
Bitzius era un pastor protestante. Se convirtió en escritor a partir del trabajo práctico en su parroquia, donde colaboró en la mejora de la formación general para reducir la diferencia social entre el campo y la ciudad.

## Educación
En 1817 comenzó a estudiar teología en Berna, que completó en 1820. En 1819 fue miembro fundador de la Asociación Suiza Zofinger. Después de un vicariato con su padre en Utzenstorf, continuó sus estudios en Göttingen durante un año en 1821.  En un viaje de estudios posterior visitó la isla de Rügen, las ciudades de Berlín, Weimar, Leipzig, Dresde y Múnich. En la primavera de 1822 regresó a Utzenstorf. En 1824 murió su padre y Albert Bitzius se convirtió en vicario en Herzogenbuchsee. En 1829 llegó a Berna como asistente parroquial de la Iglesia del Espíritu Santo. En 1831 se trasladó como vicario a la parroquia de Lützelflüh en Emmental, donde fue elegido párroco un año después.

## Familia
En 1833 se casó con Henriette Zeender (1805-1872), hija del profesor de teología bernés Jakob Emanuel Zeender (1772-1807), en la iglesia de Wynigen. Tuvieron tres hijos: Marie Henriette (1834–1890; escritora también conocida por su seudónimo Marie Walden, Albert (1835–1882) y Cécile (1837–1914). Las hijas fueron enviadas a un internado en Neuchâtel, en la Suiza francófona, durante unos dos años para aprender la etiqueta social. El hijo, se crio en el orfanato de Burgdorf, antes de asistir a una escuela secundaria en Berna. Más tarde también se convirtió en pastor y continuó los esfuerzos de su padre para la reforma social en el cantón de Berna. Cécile Bitzius se casó con el sacerdote Albert von Rütte en 1856 y luego vivió en Saanen, Yverdon y Radelfingen.

## Escritor
La doctrina reformadora pedagógica y social de Johann Heinrich Pestalozzi influyó en las ideas de Gotthelf sobre una educación popular general, como se aprecia en sus narraciones ambientadas en el mundo de la sociedad campesina. Estas historias de pueblo no son idealizaciones sentimentales de la vida campestre, sino representaciones críticas de condiciones reales.
Marcado por el lenguaje de la Biblia de Lutero, publicó su primera novela con 39 años. Hasta su muerte escribió más de 70 novelas y narraciones.
El nombre del protagonista de su primera novela (El espejo de campesinos o historia de la vida de Jeremias Gotthelf, escrita por él mismo; en alemán, Gotthelf significa "ayuda de Dios") se convirtió en su pseudónimo literario. Cómo alcanza la felicidad Uli el criado (Wie Uli der Knecht glücklich wird) y La araña negra (Die schwarze Spinne), perteneciente a la colección Imágenes y leyendas suizas son sus obras más destacadas.

## Periodista
A partir de 1831, Jeremias Gotthelf trabajó como periodista. Hasta su muerte, había escrito alrededor de 150 artículos periodísticos, en los que abordaba cuestiones políticas, económicas y sociales. La mayoría de sus artículos aparecieron en el "Berner Volksfreund". Los objetivos de sus críticas fueron destacados radicales berneses como "Karl Neuhaus" y Jakob Stämpfli. También tuvo acaloradas discusiones con el abogado Wilhelm Snell, profesor de la Universidad de Berna, que enseñaba liberalismo radical y consideraba las reformas exigidas por Gotthelf como demasiado intervencionistas. Política y personalmente, Gotthelf era cercano al liberal-conservador Eduard BLösch.

## Enfermedad y muerte
En 1851 contrajo una enfermedad de garganta y corazón con hidropesía. En 1853, estuvo en un balneario en Gurnigelbad pero no le alivió la tos ni el insomnio. Jeremias Gotthelf murió el 22 de octubre de 1854 de una embolia pulmonar que se produjo como consecuencia de una neumonía.

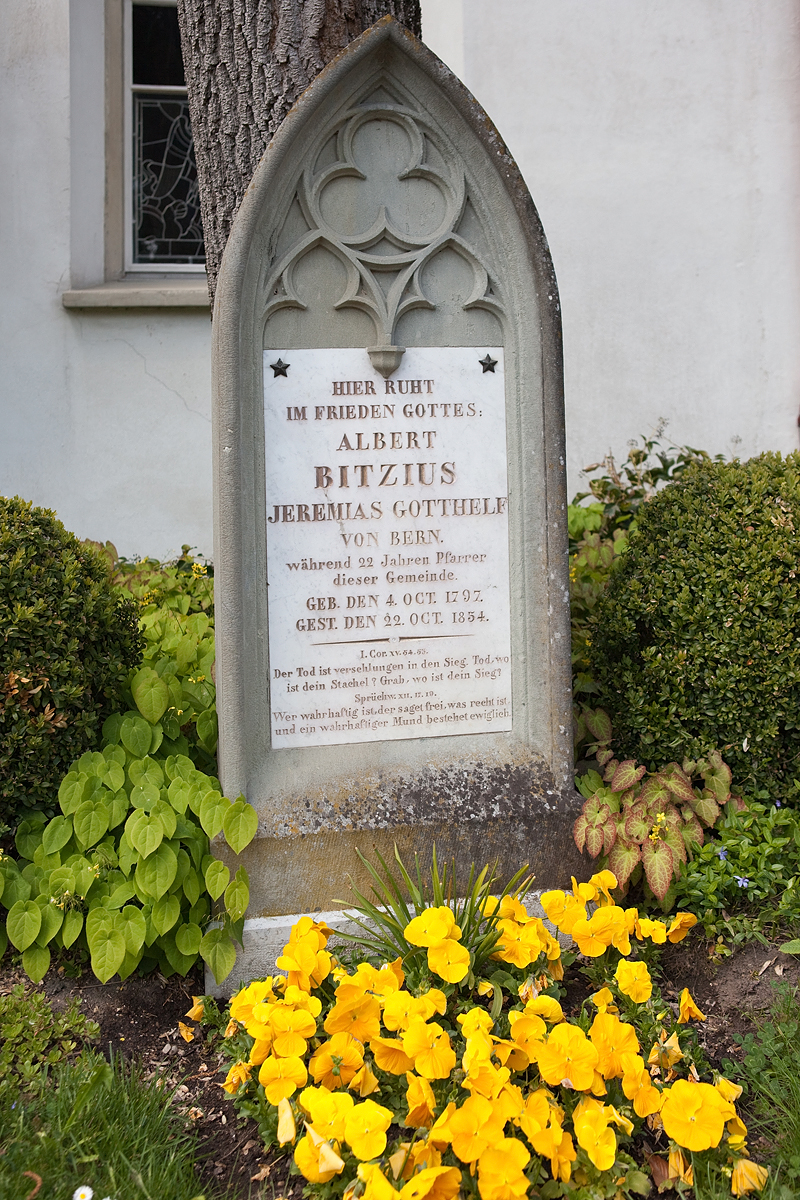
Tumba de Jeremías Gotthelf

Su tumba se encuentra junto a la iglesia de Lützelflüh

## Obras
Publicó 13 novelas y más de 50 cuentos
- Der Bauernspiegel (1837; (“Espejo de campesinos”)
- Leiden und Freuden eines Schulmeisters , 2 vol. (1838-39; Las alegrías y las tristezas de un maestro de escuela, 1864)
- Die Armennot (1840; (“Necesidades de los pobres”)
- Wie Uli der Knecht glücklich wird der Knecht (1841); (Cómo alcanza la felicidad Uli el criado de la granja)
- Die schwarze Spinne; (La araña negra)